# 콜추기노

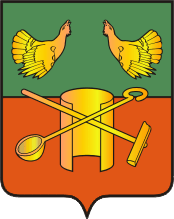
시 문장

콜추기노(러시아어: Кольчу́гино)는 러시아 블라디미르주에 위치한 도시로, 인구는 47,059명(2002년 기준)이다. 블라디미르(블라디미르 주의 주도)에서 북서쪽으로 74km 정도 떨어진 곳에 위치한다. 1871년 모스크바 상인 A. G. 콜추긴(A. G. Kolchugin)이 구리 단련 공장을 세웠으며 도시 이름도 공장주 이름에서 유래된 이름이다. 1931년 시로 승격되었다. 주요 산업은 식기 제조업이다.